# Бунгш Ян Крішевич
Ян Крішевич (Кріш'євич) Бунгш (19 січня 1880, Добленська волость Курляндської губернії, тепер Латвія — 17 серпня 1967, місто Рига, тепер Латвія) — латвійський радянський профспілковий і комуністичний діяч. Член Центральної контрольної комісії ВКП(б) у 1923—1927 роках.

## Життєпис
Народився в родині наймитів. З дитячих років наймитував. З 1897 року працював робітником фабрики замків Гермінгауза і Формана в місті Ризі. У 1899 році брав участь Ризькому страйку, був вибраний до фабричного страйкового комітету.
У 1900 році вступив до нелегального соціал-демократичного осередку. Член Латвійської соціал-демократичної робітничої партії з 1900 року.
Брав активну участь у страйку та збройному виступі 13 січня 1905 року в Ризі, брав участь у революційних подіях 1905—1907 років.
З липня 1905 року працював робітником заводу сільськогосподарських машин Ауля в Ризі
Літом 1907 року був заарештований, перебував у в'язниці до листопада 1907 року.
З 1915 року працював робітником у місті Петрограді, з 1916 року — в місті Подольську.
Брав активну участь у революціях 1917 року.
У 1918—1928 роках — на партійній та радянській роботі в Подольську та Москві. З 1918 по 1923 рік — член Московського комітету РКП(б).
З 1928 року — уповноважений Сибірського управління Народного комісаріату шляхів сполучення СРСР; керівник будівельної групи контрольної комісії ВКП(б) по Західносибірському краю.
З 1934 року — на профспілковій роботі в місті Новосибірську, голова Західносибірського крайового комітету профспілки працівників комунально-житлового будівництва.
У 1944 році переведений на роботу до міста Риги Латвійської РСР. Працював в апараті Латвійської республіканської ради профспілок, потім у республіканському комітеті профспілки робітників комунально-побутових підприємств.
З 1955 року — персональний пенсіонер у місті Ризі.
Помер 17 серпня 1967 року після тривалої хвороби в місті Ризі.

## Нагороди
- орден Леніна
- орден «Знак Пошани»
- дві медалі